# 川鄂金丝桃
川鄂金丝桃（学名：Hypericum wilsonii）为藤黄科金丝桃属下的一个种。

## 扩展阅读
- 維基物種上的相關：川鄂金丝桃